# Половое просвещение, ограниченное воздержанием
Половое просвещение, ограниченное воздержанием, — это альтернатива полному половому просвещению.

## Определение
Половое просвещение, ограниченное воздержанием, — это одна из составных частей более широкого понятия «половое воспитание» как системы медико-педагогических мер по воспитанию у родителей, детей, подростков и молодёжи правильного отношения к вопросам пола. В составе более крупной категории «воспитания индивида» половое воспитание представляет один из видов его содержания.
Половое просвещение, ограниченное воздержанием, исключает предоставление обучаемым сведений о зачатии ребёнка, о методах контроля рождаемости и о способах безопасного секса. Этот вид полового просвещения основывается на принципе полового воздержания до вступления в брак, избегает любого обсуждения использования противозачаточных средств или только сообщает процент неэффективности, связанный с их применением.

## Обоснование этого вида
Сторонники просвещения, ограниченного преподаванием полового воздержания, утверждают, что их подход превосходит полное половое просвещение по нескольким основаниям. Они говорят, что правильному половому просвещению следует подчёркивать преподавание принципов морали, которые ограничивают секс границами супружества, и того, что секс вне брака, к тому же в юные годы, имеет слишком большую физическую и эмоциональную стоимость. Они заявляют, что полное половое просвещение подбодряет подростков к началу половой активности до вступления в брак, которую не следует поощрять в эру широкого распространения ВИЧ и других неизлечимых инфекций, передаваемых половым путём, а возникновение беременности у подростков — это создание проблемы.

## Критика
Противники и критики, напротив, говорят, что такие программы не дают молодым людям достаточной информации для сохранения их здоровья. Некоторые критики также утверждают, что такие программы граничат с религиозным вмешательством в светское просвещение. Противники просвещения, ограниченного преподаванием полового воздержания, оспаривают утверждение, что полное половое просвещение побуждает подростков к половым отношениям до вступления в брак. Мысль о том, что половому сношению следует быть только в пределах брака, имеет серьёзные последствия также для тех, кто не ценит супружество, или не стремится к нему, для кого брак как вариант не достижим, особенно для гомосексуалов, проживающих в местах, где однополые браки социально или юридически не приемлемы.

## Сравнение видов
В США проведено широкомасштабное и дорогостоящее сравнение эффективности этих двух альтернатив полового просвещения, с использованием разных показателей. В частности, в последние[уточнить] десять лет в этой стране просвещение, ограниченное преподаванием полового воздержания, привлекло к себе внимание, в основном, по причине инициатив финансирования со стороны федерального правительства. В период между 1996 и 2006 гг. через прямое финансирование и связанные грантовые льготы правительство США направило более одного миллиарда долларов на программы просвещения, ограниченного преподаванием полового воздержания.
Среди проведенных количество продолжительных и детальных проверок результативности этих программ, к сожалению, остаётся недостаточным, поэтому результативность остаётся под вопросом. В то время как эффективность просвещения, ограниченного преподаванием полового воздержания, представляется противоречивой, тот факт, что само строгое половое воздержание (даже в пределах супружества) — наиболее эффективная профилактическая мера против наступления беременности и возникновения инфекций, передаваемых половым путём, никогда не подвергался сомнению. Неясно было то, действительно ли просвещение, ограниченное преподаванием полового воздержания, увеличивает половое воздержание.

## Законодательная основа просвещения, ограниченного преподаванием полового воздержания, в США
В 1996 г. в Законе по реформе благосостояния федеральное правительство установило программу специальных грантов штатам за проведение программы просвещения, ограниченного преподаванием полового воздержания до супружества. Такая программа широко известна как Титул V, § 510(b) Закона о Социальной Защите (ныне кодируемой как Кодекс США 42. § 710b). Она содержала очень специфичные требования к получателям грантов.

### Содержание программы полового воздержания как предела полового просвещения
Согласно этому закону термин «просвещение воздержания» означал образовательную или мотивационную программу, согласно которой
- видят исключительную цель в пропаганде социальных, психологических и касающихся здоровья приобретений в случае неучастия в половой деятельности;
- преподают, что половое воздержание вне супружества — это ожидаемый стандарт для всех детей школьного возраста;
- обучают, что половое воздержание вне супружества, — это единственный очевидный способ избежать внебрачной беременности, инфекций, передаваемых половым путём, и других связанных проблем здоровья;
- преподают, что взаимная верность в моногамных отношениях в контексте супружества является ожидаемым стандартом половой активности;
- обучают, что половая активность вне контекста супружества сопряжена с вредными психологическими и физическими эффектами;
- преподают, что рождение детей вне брака сопряжено с вредными последствиями для ребёнка, родителей этого ребёнка и общества;
- молодых людей учат, как отказывать на предложения вступления в половую связь и как алкоголь и наркотические средства повышают уязвимость для подобных предложений;
- преподают важность достижения самодостаточности до начала половой активности.

Программам, финансируемым Титулом V, не разрешалось пропагандировать или обсуждать противозачаточные методы, за исключением подчёркивания частоты их неэффективности.
Ежегодно эта программа выделяла $50 миллионов долларов для распределения среди штатов, решивших участвовать в ней. Требовалось, чтобы штаты, принимающие такое финансирование, дополняли каждые четыре федеральных доллара тремя долларами, собранными в штате.

## Результативность обучения половому воздержанию как пределу полового просвещения
В течение первых пяти лет такой законодательной инициативы все штаты, кроме Калифорнии, участвовали в этой программе. После первых пяти лет многие штаты оценили результативность их программ. Некоммерческая организация «Защита молодых» провела подробное рассмотрение оценок, выполненных 11 штатами, выявив некоторые краткосрочные достижения, но не установила никакого длительного положительного влияния ни от одной программы. Исследование, проведенное в 2002 г. фондом семьи Кайзер, показало, что к тому времени приблизительно треть средних школ в США применяли подход в виде просвещения, ограниченного преподаванием полового воздержания.
После оценки опыта пяти лет больше штатов начали отказываться от финансирования по титулу V. К 2009 г. только 25 из 50 штатов продолжили получение финансирования Титула V и следование его требованиям.

## Изменение стиля просвещения, ограниченного преподаванием полового воздержания
В 2000 г. федеральное правительство начало другую крупную программу финансирования «просвещения о половом воздержании, базируемого по месту жительства». Последняя программа стала крупнейшим источником федерального финансирования просвещения, ограниченного преподаванием полового воздержания, со $115 миллионами долларов грантов на финансовый год 2006. Денежные средства «Просвещения о половом воздержании, базируемого по месту жительства» обходят правительства штатов, предлагая федеральные гранты непосредственно организациям штатов и местным организациям, которые проводят программы просвещения, ограниченного преподаванием полового воздержания. Многие получатели подобных грантов — это религиозные или небольшие некоммерческие организации, включая центры критической беременности, которые используют гранты для осуществления программ просвещения, ограниченного преподаванием полового воздержания, и оказания услуг в местных общественных и частных школах и в группах по месту жительства.

## Критика просвещения, ограниченного преподаванием полового воздержания, со стороны Конгресса США
Два основательных исследования, проведенных Конгрессом США добавили в чашу критики, высказываемой в адрес просвещения, ограниченного преподаванием полового воздержания.
Так, в 2004 г. конгрессмен США от штата Калифорния Генри А. Ваксман опубликовал отчёт, который давал примеры неточной информации, содержащейся в программах просвещения, ограниченного преподаванием полового воздержания, финансируемых со стороны федеральных властей. Отчёт поддержал заявления тех, кто доказывал, что программы просвещения, ограниченного преподаванием полового воздержания, лишают подростков важной информации о сексуальности.
Примеры неточной информации в программах просвещения, ограниченного преподаванием полового воздержания, включали:
- неправильные показатели о неэффективности противозачаточных средств,
- неправильно сообщение о неэффективности презервативов в предупреждении передачи ВИЧ, цитирование дискредитированного исследования доктора Сьюзан Веллер от 1993 г., которое в 1997 г. федеральное правительство признало неточным, и когда в наличии имелись более крупные и более свежие исследования, лишенные недостатков исследования Веллер,
- неверные утверждения, что аборт увеличивает риск бесплодия, преждевременных родов при последующих беременностях, и внематочной беременности,
- рассмотрение стереотипов о роли разных полов в качестве научного факта,
- другие научные ошибки, например, констатирование того, что «24 хромосомы от матери и 24 хромосомы от отца соединяются при создании нового индивида» (фактическое число равно 23).[16]

Из 13 получивших грант программ, изученных в исследовании 2004 г., только две не содержали «крупных ошибок и искажений», а именно, «Секс может подождать» и «Справляясь с напряжением перед супружеством». Каждая из двух программ использовалась пятью получателями гранта, делая их двумя наименее широко использованными программами в исследовании. За исключением программы «FACTS», также использованной пятью получателями гранта, все остальные программы, содержавшие крупные ошибки, использовались шире, в пределе уровня применения от 7 получателей гранта (программы «Навигатор» и «Знать, почему НЕТ») до 32 получателей (программа «Выбирая лучшую жизнь»). Три из пяти наиболее широко использованных программ, включая две ведущие, использовали версии того же учебника «Выбирая лучшее» от 2003 г. «Выбирая лучшую жизнь», или 2001 г. «Выбирая лучшую тропу» — вторая наиболее широко использованная программа с 28 получателями гранта — и «Выбирая лучший путь», пятая наиболее широко использованная программа с 11 получателями гранта.
В 2007 г. исследование, заказанное Конгрессом США, установило, что учащиеся средних классов, которые участвовали в программах просвещения, ограниченного преподаванием полового воздержания, с такой же частотой имели секс, будучи подростками, как и те, которые не участвовали в программах.
Исследование проследило более 2000 учащихся в возрасте от 11-12 до 16 лет за период с 1999 г. по 2006 г. Были включены учащиеся, которые участвовали в одной из четырёх программ просвещения, ограниченного преподаванием полового воздержания, а также контрольная группа, которая не участвовала ни в одной из таких программ. К возрасту 16 лет, приблизительно половина каждой группы — учащихся в программе просвещения, ограниченного преподаванием полового воздержания, равно как учащиеся в контрольной группе — всё ещё воздерживались от секса. Участники программ воздержания, которые стали активными в половом отношении в течение семилетнего изучаемого периода, имели одинаковое количество половых партнёров, как и их ровесники того же возраста. Более того, они впервые имели секс приблизительно в том же возрасте, как и другие учащиеся. Исследование также установило, что учащиеся, которые участвовали в программах просвещения, ограниченного преподаванием полового воздержания, так же использовали противозачаточные средства, как и те, которые не участвовали в программах.
Сторонники просвещения, ограниченного преподаванием полового воздержания, заявили, что исследование Конгресса США было слишком ограниченным, что оно началось, когда программа такого просвещения была лишь в начале, и что исследование игнорировало другие исследования, которые показали положительные результаты.

## Критика просвещения, ограниченного преподаванием полового воздержания, со стороны научных и медицинских кругов
Просвещение, ограниченное преподаванием полового воздержания, подверглось критике в официальных заявлениях со стороны Американской психологической ассоциации , Американской медицинской ассоциации, Национальной ассоциации школьных психологов, Общества подростковой медицины, Американской ассоциации здравоохранения колледжей, Американской академии педиатрии, Американской ассоциации общественного здравоохранения, которые все сходились в том, что половое просвещение для своей эффективности требует быть полным.
- Американская медицинская ассоциация «призывает школы осуществлять полные … программы обучения сексуальности, которые … включают объединённую стратегию доступности презервативов для учащихся и предоставляют фактическую информацию и приобретение навыков, относящихся к биологии зачатия ребёнка, половому воздержанию, половой ответственности, противозачаточным средствам, включая презервативы, альтернативы контролю рождаемости и другие вопросы, ставящие целью предупреждение беременности и инфекций, передаваемых половым путём ..[и] противостоит ограничению полового просвещения вопросом только полового воздержания…»[20]
- 4 августа 2007 г. Британский медицинский журнал опубликовал заметку редактора, гласящую об «отсутствии доказательства» того, что программы полового просвещения, ограниченного преподаванием полового воздержания, «уменьшают рискованное половое поведение, частоту возникновения инфекций, передаваемых половым путём, или беременности» в странах с высоким доходом.[25]

Джойслин Элдерс, бывший главный врач США, яркий критик просвещения, ограниченного преподаванием полового воздержания, была в числе участников популярного в США телесериала «Буллшит» из 72 эпизодов, один из которых авторы Penn & Teller посвятили вопросу полового просвещения. Артур Каплан, директор Центра биоэтики при Пенсильванском университете, утверждал, что просвещение, ограниченное преподаванием полового воздержания, даёт результаты, противоположные ожидаемым, за счёт распространения невежества в вопросах инфекций, передаваемых половым путём, и надлежащего применения противозачаточных средств для предупреждения инфекций и возникновения беременности .

## Предложение расширения программы просвещения, ограниченного преподаванием полового воздержания
- Американская академия педиатрии констатирует: «Программы полового просвещения, ограниченного преподаванием полового воздержания, не показали успешных результатов по отношению к задержке начала половой активности или к применению методик безопасного секса… Программы, которые поощряют половое воздержание как наилучший вариант для подростков, но предлагают обсуждение предупреждения заражения ВИЧ и противозачаточных средств, как наилучший подход для сексуально активных подростков, показали способность задержать начало половой активности и увеличить долю сексуально активных подростков, которые сообщили о применении средств контроля возникновения беременности.»[23]
- Подробное рассмотрение оценок 115 программ, опубликованное в ноябре 2007 г. «Национальной кампанией по предупреждению беременности у подростков и незапланированной беременности» установило, что две третьих программ полового просвещения, фокусирующихся на воздержании и средствах предупреждения беременности, оказали положительное влияние на половое поведение подростков. То же самое исследование не нашло убедительного доказательства того, что программы просвещения, ограниченного преподаванием полового воздержания, задерживали начало секса, поспешило вернуться к воздержанию или уменьшению числа половых партнёров.[28][29]

Согласно мнению автора исследования:
- «Даже если отсутствует убедительное доказательство того, что какая-то особая программа эффективна в задержании секса или в уменьшении половой активности, не следует заключать, что все программы воздержания неэффективны. В конце концов, программы разнообразны, было выполнено менее 10 детальных изучений результатов этих программ, а исследования двух программ предоставили достаточно подбодряющие результаты. В итоге, исследования программ воздержания не предоставили достаточного доказательства оправдывать их широкое распространение.»

## Другие факты неэффективности просвещения, ограниченного половым воздержанием
В июле 2009 г. исследователи из Центров по контролю и профилактике заболеваний США опубликовали свой анализ национальных данных, собранных в период между 2002 и 2007 гг.
Факты, приведенные в их анализе:
- Частота родов среди подростков США возросла в 2006 г. и в 2007 г., следуя после значительного снижения такой частоты в период от 1991 г. до 2005 г.
- Около трети подростков не получили инструкций о методах предупреждения возникновения беременности до возраста 18 лет.
- В 2004 г. возникло около 745 000 беременностей среди женщин моложе 20 лет, включая оценочные 16000 беременностей среди девочек в возрасте от 10 до 14 лет.
- В 2006 г. около одного миллиона молодых людей в возрасте от 10 до 24 лет сообщили о заражении хламидиями, гонореей или сифилисом. В период 2003—2004 гг. приблизительно одна четверть женщин в возрасте от 15 до 19 лет, и 45 % женщин в возрасте от 20 до 24 лет инфицировались вирусом папилломы человека.
- В 2006 г. большинство новых диагнозов инфицирования ВИЧ среди молодых людей произошло среди мужчин и тех, кто в возрасте от 20 до 24 лет.
- В период 2004—2006 гг. приблизительно 100 000 женщин в возрасте от 10 до 24 посетили отделения неотложной помощи госпиталей по поводу несмертельных половых нападений, включая 30 000 женщин в возрасте от 10 до 14 лет.
- Девушки латиноамериканского происхождения в возрасте от 15 до 19 лет более расположены забеременеть (132,8 родов на 1 000 женщин), чем афроамериканки (128 на 1 000) и не латиноамериканские белые (45,2 на 1 000)
- Чернокожая молодёжь всех возрастных групп имела самый высокий уровень новых диагнозов ВИЧ и СПИД.
- «Этот отчёт уточняет ряд проблем, касающихся полового и репродуктивного здоровья молодых людей нашей нации.…Расстраивает то, что после годов улучшения по отношению к наступлению беременности у подростков и инфекций, передаваемых половым путём, в настоящее время мы отмечаем признаки остановки прогресса, а многие эти тенденции пошли в противоположном направлении

— Джанет Коллинс, директор Национального центра предупреждения хронических болезней и улучшения здоровья Центра по контролю и профилактике заболеваний США, Недельный отчёт по заболеваемости и смертности Центра по контролю и профилактике заболеваний США от 17 июля 2009 г.

## Текущее состояние просвещения, ограниченного преподаванием полового воздержания, в США
В течение 2006 г. Конгресс США несколько раз продлял финансирование Титула V. В октябре 2007 г. Конгресс США снова продлил финансирование, но только до 31 декабря 2007.
Бюджет 2010 г. президента Барака Обамы удаляет большинство программ просвещения, ограниченного преподаванием полового воздержания, в пользу двух программ полного просвещения о сексуальности.
Предложенный Закон „Ответственного просвещения о жизни“ (S. 972 и H.R. 1653) обеспечит федеральное финансирование программ полного полового просвещения, которые включат сведения о половом воздержании, предупреждении беременности и презервативах.

## Текущее состояние просвещения, ограниченного преподаванием полового воздержания в мире
В 2004 г. Президент США Джордж У. Буш объявил свою пятилетнюю глобальную стратегию по ВИЧ/СПИД. Она, известная также как „план президента по оказанию помощи по СПИД“, обязала США в течение пяти лет предоставить 15 миллиардов долларов в качестве оказания помощи в 15 странах Африки, Карибского бассейна и во Вьетнаме.
В течение пяти лет приблизительно 20 % этого финансирования, или три миллиарда долларов, было размещено на профилактику. Программа требовала, начиная с 2006 финансового года, одну треть финансирования на профилактику, конкретно предназначать на программы строгого полового воздержания до замужества. Такое назначение имело многочисленных критиков, включая сторонников глобального предупреждения СПИД, Главное контрольно-бюджетное управление США и нейтральный Институт Медицина, на который Конгресс США возложил ответственность за трехлетнюю оценку плана президента по оказанию помощи по СПИД. В 2008 г. во время подтверждения ответственности Института Медицины за оценку плана президента по оказанию помощи по СПИД. Конгресс США опустил упомянутую предназначенность, вместо этого предложив более гибкие директивы по затратам, поощряя страны израсходовать не менее 50 % финансирования на профилактики на программы полового воздержания и супружеской верности.

## Примечание
1. 1 2 3 4  Williams, Mary E. (Ed.). (2006). Sex: opposing viewpoints. Detroit: Greenhaven.
2. 1 2  PBS, February 4, 2005 Religion & Ethics Newsweekly, Episode 823 Retrieved on 2007-14-03
3. 1 2  Douglas Kirby, Ph. D.: Emerging Answers: Research Findings on Programs to Reduce Teen Pregnancy. National Campaign to Prevent Teen Pregnancy, 2001. Homepage of the study.
4. ↑  PBS, February 4, 2005 Religion & Ethics Newsweekly, Episode 823 Retrieved on 2007-14-03
5. 1 2  A Brief History of Abstinence-Only-Until-Marriage Funding". SIECUS. 2005. http://www.nomoremoney.org/index.cfm?pageid=947 Архивная копия от 11 ноября 2012 на Wayback Machine. Retrieved on 2007-06-01.
6. ↑  Zenarosa, Michelle (2007). «Abstinence-Only Education: Missing Something» (PDF). Fact Sheet. Population Connection. http://www.populationconnection.org/Reports_Publications/Reports/dl/471 Архивная копия от 26 ноября 2008 на Wayback Machine. Retrieved on 2007-06-01.
7. 1 2  Hauser, Debra. Five Years of Abstinence-Only-Until-Marriage Education: Assessing the Impact. Washington, DC: Advocates for Youth, 2004.
8. ↑  «Sex Education in the U.S.: Policy and Politics» (PDF). Issue Update. Kaiser Family Foundation. October 2002.
Архивированная копия. Дата обращения: 23 мая 2007. Архивировано 27 ноября 2005 года.. Retrieved on 2007-05-23.
9. ↑  States that decline abstinence-only funding include Alaska, Arizona, California, Colorado, Connecticut, Delaware, District of Columbia, Idaho, Iowa, Maine, Massachusetts, Minnesota, Montana, New Jersey, New Mexico, New York, Ohio, Pennsylvania, Rhode Island, Tennessee, Virginia, Washington, Wisconsin, and Wyoming. «Rejection of Title V Funds». Legal Momentum. July 23, 2008. http://www.legalmomentum.org/our-work/sfr/rejection-of-title-v-funds.html Архивная копия от 7 июля 2009 на Wayback Machine. Retrieved on 2009-02-03.
10. ↑  ."Maine Declines Federal Funds for Abstinence-Only Sex Education Programs, Says New Guidelines Prohibit 'Safe-Sex' Curriculum". Medical News Today. 2005-09-23. http://www.medicalnewstoday.com/medicalnews.php?newsid=30992 Архивная копия от 1 декабря 2005 на Wayback Machine.  Retrieved on 2007-05-24.
11. ↑  Globe (Los Angeles Times).
http://www.boston.com/news/nation/articles/2007/04/09/states_refraining_from_abstinence_only_sex_education/ Архивная копия от 21 августа 2009 на Wayback Machine.  Retrieved on 2007-05-23.
12. 1 2  An Overview of Federal Abstinence-Only Funding" (PDF). Legal Momentum. February 2007. Архивированная копия. Дата обращения: 25 мая 2007. Архивировано 26 сентября 2007 года.. Retrieved on 2007-05-25.
13. ↑  «SIECUS Applauds Colorado’s Refusal of Title V Funding». SIECUS. 2007-01-31. http://www.siecus.org/media/press/press0154.html Архивная копия от 16 мая 2008 на Wayback Machine. Retrieved on 2007-12-06.
14. ↑  Heywood, Todd (January 9, 2009). «Michigan gives out $1.4 million in abstinence-only education grants». Michigan Messenger. http://michiganmessenger.com/11317/michigan-gives-out-14-million-in-abstinence-only-education-grants Архивная копия от 7 июля 2009 на Wayback Machine. Retrieved on February 3, 2009.
15. ↑  United States House of Representatives Committee on Government Reform—Minority Staff, Special Investigations Division (December 2004). «The content of federally-funded abstinence-only education programs» (PDF). www.democrats.reform.house.gov. Архивированная копия. Дата обращения: 5 февраля 2007. Архивировано 3 февраля 2007 года.. Retrieved on 2007-02-05.
16. ↑  United States House of Representatives Committee on Government Reform—Minority Staff, Special Investigations Division (December 2004). «The content of federally-funded abstinence-only education programs» (PDF). www.democrats.reform.house.gov. Архивированная копия. Дата обращения: 5 февраля 2007. Архивировано 3 февраля 2007 года.. Retrieved on 2007-02-05
17. ↑  Trenholm, B. Devaney et al. (2007) (PDF). Impacts of Four Title V, Section 510 Abstinence Education Programs. Архивированная копия. Дата обращения: 22 июня 2007. Архивировано из оригинала 13 июня 2007 года.. Retrieved on 2007-06-22.
18. ↑  National Abstinence Education Association (2007-04-13). Mathematica Findings Too Narrow. Press release. Архивированная копия. Дата обращения: 25 мая 2007. Архивировано 17 мая 2007 года.. Retrieved on 2007-06-01.
19. ↑  Comprehensive Sex Education is More Effective at Stopping the Spread of HIV Infection
20. 1 2  American Medical Association — Issue Brief: Adolescent Sexual Health Education
21. ↑  NASP Position Statement on Sexuality Education
22. 1 2  Abstinence only education policies and programs".
Архивированная копия. Дата обращения: 31 марта 2008. Архивировано 26 марта 2009 года..
23. 1 2  Sexuality Education for Children and Adolescents — Committee on Psychosocial Aspects of Child and Family Health and Committee on Adolescence 108 (2): 498 — Pediatrics
24. ↑  APHA: Policy Statement Database
25. ↑  Hawes, Stephen; Papa Salif Sow, Nancy B. Kiviat (August 4, 2007). «Is there a role for abstinence only programmes for HIV prevention in high income countries?» (in English) (fee required). British Medical Journal 335 (7613): 217-. doi:10.1136/bmj.39287.463889.80. ISSN 0959-8138. http://www.bmj.com/cgi/content/extract/335/7613/217 Архивная копия от 10 июля 2009 на Wayback Machine. Retrieved on 2007-08-03. Lay summary — Scientific American (2007-08-03). "A robust systematic review finds no evidence that such programmes reduce risky sexual behaviours, incidence of sexually transmitted infections, or pregnancy
26. ↑  Penn & Teller Bullshit! Season 4, Episode 10: Abstinence
27. ↑  Caplan, Arthur (2005-10-13). «Abstinence-only sex ed defies common sense». msnbc.com. http://www.msnbc.msn.com/id/9504871/ Архивная копия от 7 июля 2009 на Wayback Machine. Retrieved on 2008-01-24.
28. ↑  Hebert, H. Josef, Report: Abstinence Not Curbing Teen Sex, Associated Press,2007-11-06, accessed 2007-12-06
29. ↑  Emerging Answers 2007, The National Campaign to Prevent Teen and Unplanned Pregnancy, November 2007, accessed 2007-12-05
30. ↑  Robert, Preidt (July 19, 2009). «Pregnancy, STDs on the Rise Again Among U.S. Teens». abcnews.com. http://abcnews.go.com/Health/Healthday/story?id=8105118&page=1 Архивная копия от 23 июля 2009 на Wayback Machine. Retrieved on July 20, 2009.
31. ↑  Mixon, Melissa (2007-10-06). „Abstinence programs brace for major funding cut“. Austin American-Statesman. http://www.statesman.com/news/content/news/stories/local/10/06/1006abstinence.html Архивная копия от 13 декабря 2007 на Wayback Machine. Retrieved on 2007-10-17.
32. ↑  Budget Widens Teen-Pregnancy-Prevention Efforts — WSJ.com. Дата обращения: 28 июля 2009. Архивировано 13 июля 2009 года.
33. ↑  „Organization“. DoS. http://www.state.gov/documents/organization/29831.pdf Архивная копия от 3 апреля 2009 на Wayback Machine.
34. ↑  The 15 countries are Botswana, Côte d’Ivoire, Ethiopia, Guyana, Haiti, Kenya, Mozambique, Namibia, Nigeria, Rwanda, South Africa, Tanzania, Uganda, Vietnam, and Zambia.
35. ↑  „Fact Sheet“. Global AIDS Alliance. http://www.globalaidsalliance.org/docs/FactSheet_PEPFAR.pdf (недоступная+ссылка).
36. ↑  „Abstract“. GAO. http://www.gao.gov/docsearch/abstract.php?rptno=GAO-06-395 Архивная копия от 27 сентября 2007 на Wayback Machine.
37. ↑  „PEPFAR Implementation: Progress and Promise“. Institute of Medicine. 2007. http://www.nap.edu/catalog.php?record_id=11905 Архивная копия от 9 июля 2009 на Wayback Machine. Retrieved on 2007-12-03.
38. ↑  Fact Sheet: Law To Reauthorize The President’s Emergency Plan For AIDS Relief Pl 110—293 Архивная копия от 11 мая 2011 на Wayback Machine» (pdf). U.S. Global AIDS Policy and HIV Prevention. Center for Health and Gender Equity. September 2008. http://www.pepfarwatch.org/images/PEPFAR/globalaidsandhivpolicy.pdf Архивная копия от 11 мая 2011 на Wayback Machine. Retrieved on February 2, 2009.